# Гербович Владислав Йосипович
Владислав Йосипович Гербович (нар. 1 грудня 1927 — пом. 8 квітня 2004) — радянський полярник, неодноразовий начальник полярних експедицій (Арктика, Антарктида), заснував у 1961 році станцію Новолазарєвська. Кандидат географічних наук (1966).

## Життєпис
Працював начальником експедиції на полярній станції Новолазарєвська в 1961 році, коли лікар Леонід Рогозов виконав собі операцію апендектомії. Особисто був присутній при операції, щоб в разі, якщо одному з асистентів стане погано, замінити його. Запис про хід операції Владислав Гербович залишив у своєму щоденнику : 

Звільнили житлову кімнату від речей, залишивши тільки ліжко Рогозова, дві тумбочки і настільну лампу. Провели тривале опромінення кімнати ультрафіолетовою лампою. Кабот удосконалив автоклав, вставив у нього тен, простерилізували всі матеріали, необхідні для операції. Асистентам Артем'єву і Теплинському Рогозов сам простерилізував руки, коли вони вже були одягнені в простерилізовані халати. Показав і розповів про медикаменти й інструменти, розкладені на підносі, які він буде використовувати під час операції, щоб вони подавали їх йому в разі потреби. Про всяк випадок я теж надів халат, простерилізувавши руки і надів гумові рукавички. Раптом комусь з асистентів стане погано, тоді я міг би його підмінити. Рогозов лежав у ліжку, підклавши під голову кілька подушок, щоб підняти верхню частину тулуба. Теплинський став ліворуч від нього, а Артем'єв справа, де знаходився весь інструмент. Я встав у ногах біля спинки ліжка. Інші співробітники зібралися в сусідній кімнаті.
Операція почалася з того, що Рогозов простерилізував операційне поле, а потім взяв величезний шприц, напевно, кубиків на 20, і зробив кілька анестезуючих уколів у правій частині живота, де він мав проводити операцію. Коли Рогозов уже зробив розріз і копався у себе в кишках, відокремлюючи апендикс, кишки якось булькали, і це було особливо неприємно, хотілося відвернутися, піти і не дивитися, але я змусив себе залишитися. Моє місце розташування в ногах, біля спинки ліжка, дозволяло добре все бачити. Я запросив Верещагіна, і він сфотографував цей момент операції. Артем'єв і Теплинський трималися, хоча, як потім з'ясувалося, і у того, і в іншого паморочились голови, і навіть почало нудити. Ми всі вперше були присутні при операції. Сам Рогозов робив все спокійно, але на обличчі виступав піт, і він просив Теплінського витирати йому лоб. Основну допомогу Рогозову надавав Артем'єв, він подавав інструменти, прибирав використані, міняв тампони. Коли Рогозов видалив апендикс, то пояснив нам, що операцію провели своєчасно, бо вже починався прорив гною. Коли він перейшов до зашивання розрізу, то попросив Теплінського краще висвітлити рану настільною лампою, і навіть попросив дзеркало, щоб краще і красивіше зробити шов. Операція тривала близько 2 годин, і Рогозов закінчив шити о 4 годині за місцевим часом, тобто близько 00 годин за московським. До цього часу Рогозів помітно знесилів, втомився, але все доробив. Асистенти все прибрали, слухаючи вказівки Рогозова, і пішли відпочивати. Рогозов прийняв снодійне, а я залишився чергувати поряд у сусідній кімнаті. Ледве дочекався, коли міг лягти спати, дуже втомився. Не так фізично, як психологічно. Турбувався, звичайно, як Рогозову вдасться провести операцію.
Адже це було вперше в світовій практиці: лікар сам собі видаляє апендикс. Уже засинаючи, я раптом усвідомив: адже якби операція пішла неблагополучно і щось трапилося б неприємне, тим більше трагічне, то всю відповідальність поклали б на мене.

Владислав Гербович став відомий широкому загалу завдяки пригодницьким повістям Володимира Саніна про Антарктиду і радянських полярників.
Проживав у місті Санкт-Петербурзі (Росія).
Помер Владислав Гербович 8 квітня 2004 року.